# الأنشطة المحظورة لكوريا الشمالية

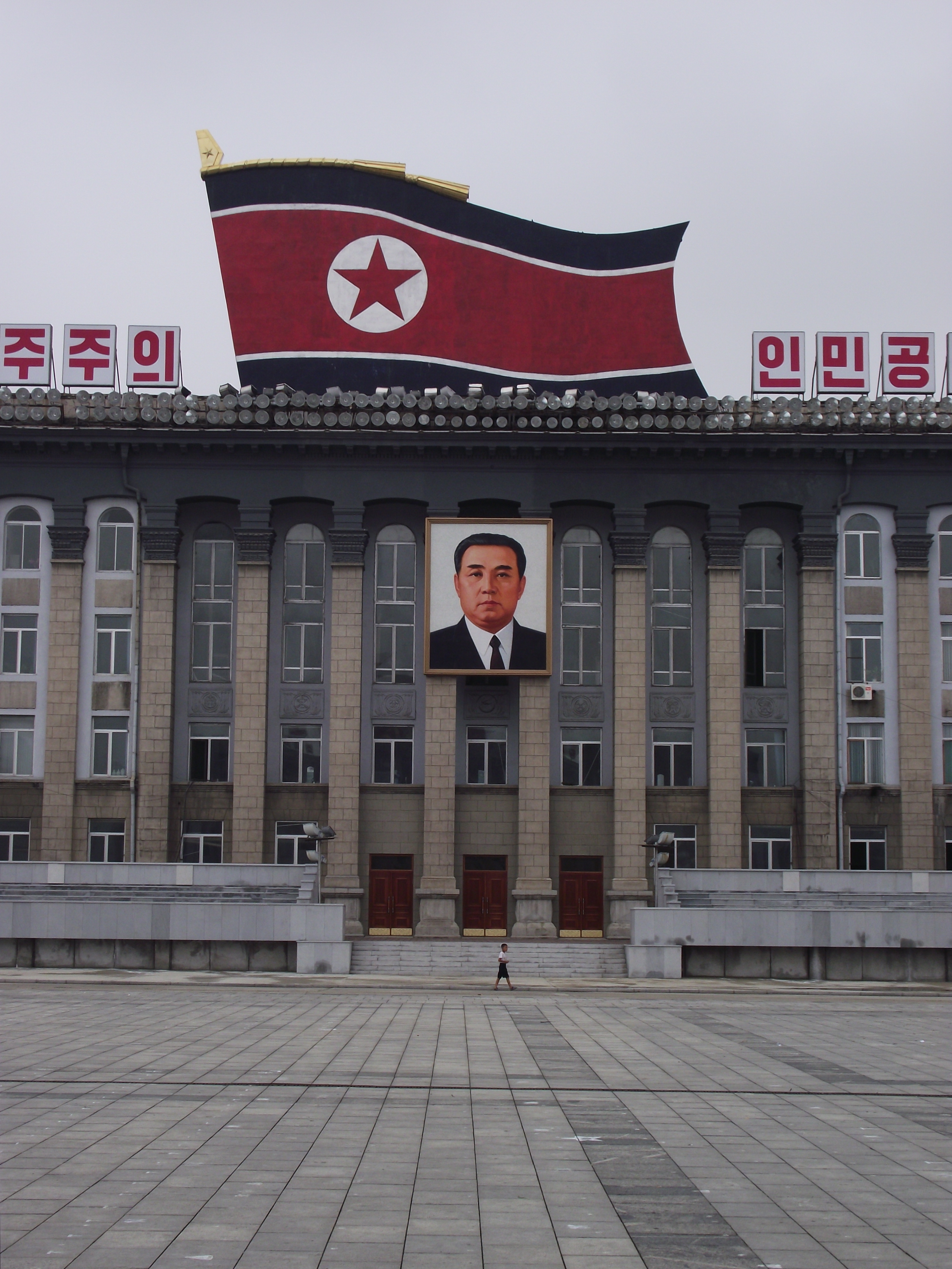

يزعم أنه لدولة كوريا الشمالية نشاطات غير شرعية أو محظورة وتشمل إنتاج وبيع المخدرات، والسلع الاستهلاكية المزيفة، والإتجار بالبشر، وكذلك الإتجار بالأسلحة أو كما يعرف بتهريب الأسلحة، والتجارة غير الشرعية للأحياء البرية، وتزوير العملة (وبالأخص عُملتي الدولار الأمريكي واليوان الصيني)، والإرهاب، وغيرها من المجالات الأخرى. ويُزعم ان العديد من هذه الأنشطة تتم تحت توجيه وسيطرة حكومة كوريا الشمالية وفي ظل حكم حزب العمال الكوري، وتذهب عائدات هذه النشاطات لتطوير أنتاج الأسلحة النووية والتقليدية للبلاد، وتمويل حياة النخبة (الأثرياء) في البلاد، وكذلك في دعم اقتصاد كوريا الشمالية.

## نظرة عامة
على عكس العصابات الإجرامية، فأن الطبيعة الشاملة أو الواسعة لمثل هكذا مساعي غير قانونية، والادعاء بأنها موجهة ومقررة من قبل السلطات العليا في الحكومة، أدت إلى تحديد طبيعة دولة كوريا الشمالية والتي تم تعريفها من قبل بول ريكستون كان وبروس بيكتول على انها شكل من اشكال ‹‹الدول ذات السيادة الاجرامية أو الجنائية››. ومع ذلك، لا تزال هناك العديد من الاسئلة حول مدى تورط الحكومة في مثل هكذا مشاريع إجرامية. يتفق العديد من المعلقين على أن دولة كوريا الشمالية كانت وراء تزوير العملات والإتجار بالبشر والاسلحة وما إلى ذلك، ولكن لم يكن واضحًا مستوى مشاركتها في تجارة المخدرات بعد انهيار نظام التوزيع العام في التسعينيات من القرن العشرين وكذلك في  السوق السوداء شبة الخاصة والخاصة التي نشأت في ذلك الحين وهنالك بعض من المسؤولين رفيعي المستوى لا يشاركون في التجارة المحضورة فقط من أجل منفعتهم الشخصية.

### التقييم النقدي
ناقشت الأكاديمية البريطانية، هيزل سميث، إن المزاعم ذات اساس ضعيف، فهي تستند إلى حٍد كبير على ادعاءات بعض من مسؤولي الولايات المتحدة الأمريكية وكذلك المنشقين الكوريين الشماليين. وأوضحت ان هنالك عدد قليل جدًا من الادانات الجنائية. وكذلك تسألت عن افتراض بأن جميع الأنشطة يتم توجيهها من قبل حكومة كوريا الشمالية. ووفقًا للعالم الكوري الشمالي أندريا لانكوف، ان الأنشطة غير الشرعية للبلاد لم تقدم أي تطور في ربح العملة الصعبة. بل على العكس من ذلك، فقد عرّضت هذه الأنشطة البلاد للإدانة الدولية في مقابل تحقيق مكاسب هامشية. يشير لانكوف بأنه لم يكن ابدًا يُقصد بالتهريب لكسب العملة أو الاموال للنظام الحاكم، بل هو مجرد وسيلة للإبقاء على الدبلوماسيين الذين تم تخفيض تمويلهم.

## تجارة المخدرات
يُزعم أن تجارة المخدرات غير القانونية يعود تاريخها إلى سبعينيات القرن الماضي والتي تتضمن إنتاج، وبيع، وتهريب المخدرات، وكذلك الأدوية المزيفة. في مقاطعتي هامكيونغ ويانغ كانغ الجبليتان، ولا سيما في قرية يونسا، إذ قبل كيم إيل سونغ بإنشاء مزرعة للأفيون. ولتوفير غطاء شرعي لها،  استخدمت حكومة كوريا الشمالية الشركات الرائدة كواجهة، مثل مؤسسة ريجونج الخاضعة تحت سيطرة أدارة العلاقات الخارجية لحزب العمال الكوري، للقيام بأنشطة سرية. تمتلك الشركة ايضًا مساحات واسعة من الأراضي داخل البلاد يتم استخدامها لغرض وحيد وهو زراعة الافيون ترسل الشركة كل عام عشرات الالاف من الدولارات وبالعملات صعبة إلى كيم جونغ إيل كفائدة له. وبخلاف أغلب الشركات، فإن مؤسسة ريجونج لا تملك حصصًا محددة في الاستيراد والتصدير. وفقًا لما جاء في اقوال الهارب يوون يونغ- سو، خلال المجاعة‹‹ كانت هناك بعض الشكاوي أثناء المجاعة يجب أن نزرع الحبوب أو القمح، وليس الخشخاش  (الافيون)، ولكن التعليمات من الحكومة المركزية تقتضي زراعته، فيمكننا بيع المحصول مقابل عشرة اضعافه لكي نتمكن من شراء الحبوب. ... ان الوسيلة الوحيدة لجني العملة الصعبة هي المخدرات››.
أظهرت تقارير عن استخدام منشط الميثامفيتامين في البلاد (المعروف ب ‹‹المخدر الجليدي›› في كوريا الشمالية) في أواخر تسعينيات القرن العشرين. ووفقًا إسحاق ستون فيش الذي كتب في السياسة الخارجية، إن أنتاج الميثامفيتامين في كوريا الشمالية يتم بواسطة الكيميائيين وغيرهم من العلماء العاطلين عن العمل. وغالبًا يعتبر الميثامفيتامين على انه (دواء) في كوريا الشمالية، مم ساعد في أنتشاره. ادى انخفاض أنتاج وبيع الافيون في منتصف القرن العشرين، إلى زيادة انتشار الميثامفيتامين. لجلب اموال تقتضي الحاجة لها، بدأت التجارة الدولية للميثامفيتامين، وانتشرت اولًا في الصين، وتم تصنيعها مع الادوية داخل المختبرات التي تديرها الدولة. بينما، اعترف إسحاق ستون فيش حسب تقريره: ‹‹ليس لدي ادنى فكرة عما يحدث بالفعل داخل كوريا الشمالية››. اعترفت الصين رسميًا بمشكلة المخدرات الناجمة من عند كوريا الشمالية في عام 2004، مع اعتبار مقاطعة جيلين من أهم المواقع لإعادة الشحن من كوريا الشمالية.
يصل أنتاج، وتخزين، وتمويل، وبيع تجارة المثامفيتامين في كوريا الشمالية إلى العديد من الدول كالفلبين، والولايات المتحدة، هونغ كونغ، تايلند، وغرب افريقيا وغيرها. في عام 2010، تمت مقاضاة خمسة مواطنين أجانب كجزء من مؤامرة تشارك فيها كوريا الشمالية لتهريب 40 رطلًا من الميثامفيتامين إلى الولايات المتحدة وبيعها مقابل 30,000$ دولار للرطل. في عام 2001، بلغت الإيرادات من المخدرات غير الشرعية ما بين 500$ مليون والمليار دولار. وفي عام 2013، نشرت صحيفة واشنطن بوست مقالًا، تقدر فيه العائدات السنوية من مبيعات الميثامفيتامين والتي تتراوح ما بين 100مليون دولار و200 دولار. بين عامي 1977 و2003، تورط، واعتُقل، وتم القاء القبض  على أكثر من عشرون دبلوماسي من كوريا الشمالية، ووكلاء، وتجار مسؤولين في عمليات تهريب المخدرات لأكثر من اثنتي عشرة دولة. في عام 2004، تم القبض على اثنان من موظفي سفارة كوريا الشمالية في مصر اثناء تهريبهم 150,000 قرص من مخدر الكلونازيبام، وفي ذات العام، أعُتُقل موظفو من سفارة بلغاريا في تركيا وكان بحوزتهم أكثر من 500,000 قرص من الكبتاجون (وهو الاسم التجاري لمنشطات الفينيثلين)، والتي تقدر قيمتها حسب السوق بحوالي سبعة ملايين دولار. اعترفت حكومة كوريا الشمالية بأن هناك بعض من الافراد هم فقط من يقومون بمثل هكذا أعمال، وهي ليست توجيهات من قبل الدولة. وبحسب لجنة حقوق الإنسان في كوريا الشمالية، فإن عمليات تهريب المخدرات التي قام بها الدبلوماسيين قد توقفت منذ عام 2001، وركزت على ان إنتاج المخدرات وتهريبها يتم من قبل منظمات إجرامية أخرى. في عام 2003، تم اعتراض سفينة الشحن بونغ سو التابعة لكوريا الشمالية وهي تستورد الهيروين داخل أستراليا. على الرغم من اعتراف أربعة من الرجال الذين نزلوا من السفينة بالذنب، إلا ان الاربعة تبرئوا من جميع التهم.

## التزوير

### العملة
يزعم بأن تزوير العملة بدأ في السبعينيات من القرن العشرين تحت توجيه الزعيم الكوري كيم جونغ إيل. ومع ذلك، فمن الملاحظ ان المنتجات في ذلك الوقت لم تكن ذات جودة عالية. منذ ذلك الحين، وفي إطار السلطة القضائية للغرفة 39 (ويشار لها ايضًا بالمكتب 39 أو القسم 39، المكتب الرسمي للجنة المركزية لحزب العمال الكوري)، زورت حكومة كوريا الشمالية أوراقًا نقدية من الولايات المتحدة بقيمة 50 دولار و100 دولار باستخدام تقنيات متطورة للغاية. في عام 1994، ألقت السلطات في هونغ كونغ وماكاو القبض على خمسة من الدبلوماسيين لكوريا الشمالية وكان بحوزتهم حوالي 430,000 دولار في فواتير مزيفة أتضح انها (دولارات مزيفة ذات جودة عالية) وتسمى ايضًا بالسوبرنوت ‹‹التذكرة الفائضة››
يوجد سببان رئيسيان للتزوير: الأول هو لشن حرب اقتصادية ضد الولايات المتحدة، والثاني للمساعدة في تخفيف مشاكل الاقتصاد المحلي لكوريا الشمالية. وبحسب التقرير الصادر عن د.بالينا هوانج من الجامعة الأمريكية، وزعت كوريا الشمالية 100 مليون دولار بعملات مزورة عام 2001. وتقدر عائدات ذلك بين خمسة عشر مليون دولار والخمسة وعشرون مليون دولار سنويًا. في عام 2013، أصدرت الولايات المتحدة ورقة نقدية بقيمة 100 دولار تم إعادة تصميمها حديثًا. والغرض الأساسي من أعادة التصميم هو لمحاربة التزوير ومنع تكرار ما يعرف بالسوبردولار (العملة المزيفة ذات جودة عالية) والذي انتجتها كوريا الشمالية. ان الاتفاقية الدولية لمكافحة تزوير العملات وهي معاهدة اساسية وافقت فيها الدول على تجريم أعمال تزوير العملة. ولم تكن كوريا الشمالية طرفًا في هذه المعاهدة. وصف المحلل الروسي أندريا لانكوف أدلة تزوير العملات ذات الجودة العالية على انها مجرد أدلة عرضية. جادل غريغوي إليتش من معهد السياسة الكوري بأن هذه الادعاءات لا أساس لها. ووفقًا لإليتش، فإن مطبعة النقش على العملات في كوريا الشمالية غير قادرة على طباعة العملات المزورة بجودة عالية منذ سبعينيات القرن المنصرم، وكذلك من الصعب للغاية على كوريا الشمالية إنتاج الورق والحبر. علاوة على ذلك، فهو يقول ان كميات إنتاج العملة المزورة بجودة عالية قليلة جدًا لا ترقى بأن تصبح موردًا أقتصاديًا.